# Venere degli Alimini
La venere degli Alimini è una piccola scultura in osso rinvenuta dagli studiosi Cristiano Villani e Piccinno Francesco nel 2001 presso i laghi Alimini, in provincia di Lecce.
La statuina è ricavata da scheggia ossea di diafisi animale di colore giallastro con macchie rosse dovute al terreno di giacitura. Ha la testa di forma subtriangolare con due solchi orizzontali e paralleli; sulla parte posteriore reca una frattura, dal collo si staccano le spalle che proseguono con le braccia lungo i fianchi. All'altezza della vita reca un altro solco orizzontale che separa il tronco dalla parte inferiore terminante con un'estremità appuntita.
Reperti neolitici sono venuti in luce nella zona dei laghi Alimini con gli scavi di Giuliano Cremonesi (1974-1992). Altri frammenti di ceramiche neolitiche, decorati a impressione, graffito e pittura, provengono invece da saggi archeologici presso due cavità denominate Grotta Sacara e Grotta Marisa e presso la località Belmonte,  con ceramica dei tipi "Serra d'Alto" e "Diana". La maggior parte dei reperti recuperati presso i laghi appartengono a industria litica del Paleolitico e del Mesolitico con elementi di tradizione epipaleolitica e la statuetta potrebbe essere espressione di questo periodo.
Sono elementi caratteristici di questa scultura il doppio solco sul volto, che rimanda alle veneri di Parabita, e l'assenza di particolari anatomici quali seni e glutei accentuati, come nelle altre veneri paleolitiche.
La statuetta è stata esposta in mostra presso il Museo archeologico nazionale di Taranto mentre una copia è esposta al Museo archeologico provinciale Sigismondo Castromediano di Lecce.